# Diritti politici
I diritti politici sono quei diritti che uno Stato riconosce ai propri cittadini perché essi possano partecipare attivamente alla vita politica e alla formazione delle decisioni pubbliche di ogni giorno, sempre se in possesso del diritto di voto. Tali diritti rappresentano la tipica espressione dell'autogoverno del popolo (o sovranità popolare).

## Nel diritto internazionale
Al di là del valore simbolico dei diritti politici consacrati nella Dichiarazione universale dei diritti dell'uomo del 1948, è nel 1966 che il Patto internazionale sui diritti civili e politici conferisce valore vincolante alla proclamazione di tali diritti.  
A livello europeo, invece, essi sono consacrati nella Convenzione europea dei diritti dell'uomo e nella giurisprudenza della relativa Corte con sede a Strasburgo.

## In Italia
I diritti politici in Italia sono definiti dagli articoli 48-51 della Costituzione italiana, che fissa loro forme e limiti. Essi sono:
- l'elettorato attivo;
- l'elettorato passivo;
- i diversi referendum;
- la libertà di organizzazione in partiti;
- il diritto di petizione;
- il diritto di accedere agli uffici pubblici.

Nel legare il possesso di questi diritti alla cittadinanza, la Costituzione italiana si richiama alla tradizione dello status activae civitatis, principio comunque mediato e in qualche modo attenuato dall'ingresso dell'Italia nell'Unione europea.
I diritti politici si acquisiscono con la maggiore età. L'infermità mentale o una condanna per reati gravi può condurre alla loro perdita. L'interdizione dai pubblici uffici è, ad esempio, una pena accessoria, perpetua o temporanea, che include la perdita del diritto all'elettorato attivo, all'elettorato passivo e l'esclusione da ogni incarico pubblico.
Per i falliti e per coloro che sono sottoposti a misure di prevenzione o a libertà vigilata è prevista la sospensione dei diritti politici, mentre la legge Severino prevede ulteriori fattispecie limitative riferite al solo elettorato passivo.

### Tutela giurisdizionale
L'azione di accertamento del diritto politico è stata riconosciuta come autonomo mezzo di tutela giurisdizionale, per ottenere la pronuncia della Corte costituzionale sulle leggi elettorali successive al 2005.